# Первые Тойси
Пе́рвые Тойси́ (чув. Чечейкасси Туҫа) — деревня в Цивильском районе Чувашской Республики. Входит в состав Чиричкасинского сельского поселения.

## География
Находится в северной части Чувашии на расстоянии приблизительно 15 км на восток-юго-восток по прямой от районного центра города Цивильск на берегах речки Аниш.

## История
Известна с 1719 года как деревня из 25 дворов с 99 жителями мужского пола. В 1747 году было 131 мужчин, в 1795 — 40 дворов, 246 жителей, 1897—517 жителей, 1906—120 дворов, 554 жителя, 1926—123 двора, 516 жителей, 1939—657 жителей, 1979—314. В 2002 году было 87 дворов, 2010 — 50 домохозяйств. В период коллективизации был организован колхоз «Аниш», в 2010 году действовал СХПК «Рассвет». До 1941 года действовала Преображенская церковь.

## Население
Постоянное население составляло 141 человек (чуваши 98 %) в 2002 году, 119 в 2010.